# Novo pokoljenje (Ustaška mladež)
Novo pokoljenje je bio mjesečnik Ženskog ogranka Ustaške mladeži. Izlazio je od 10. travnja 1942. do prosinca 1943. godine. Uređivala ga je Ivona Latković. List je bio ilustriran, dimenzija 29 cm. Tiskao ga je Hrvatski državni tiskarski zavod.